# Magda Botteri Lequemaqué
Magda Botteri Lequernaqué (Lima, 13 de diciembre de 1968) es una locutora, cantante, actriz, escritora y profesora peruana.

## Biografía
Desde niña participó en todas las actividades artísticas del colegio. Mientras estudiaba la carrera de educación formó con dos compañeras el grupo Las Motitas para animar fiestas infantiles.
En 1987, comenzó a grabar sus primeros comerciales publicitarios como locutora, cuatro años más tarde se graduó como profesora de educación preescolar en el Instituto Pedagógico Nacional – Monterrico. En 1995, empezó a trabajar como Dj de radio mientras producía y dirigía al grupo infantil El club Wong Kids, de la cadena de Supermercados Wong, quienes lograron el récord de inscribir a 100,000 niños de todo Lima en sus primeras dos semanas. El grupo grabó un casete con doce canciones y ese año ganaron el Premio especial de Creatividad Empresarial por servicio al cliente. En el 2001 dirigió América Teens, un programa de Radio América dirigido a niños y adolescentes con la conducción de Rocío Grillo y Bruno Ascenzo.
Mientras sigue su labor radial y publicitaria, en el 2005 escribe su primer cuento para niños Lucía la estrella y lo incluye como audiolibro en el volumen 3 de su álbum de canciones Cantemos con los Niños el cual además es llevado a la narración oral con  el show Cuentos con Magda y Gachi junto a la actriz Gachi Rivero.
Desde entonces ha publicado discos y cuentos para niños. Y desde el año 2009 se hace llamar "La Tía Botas", con la cual pretende seguir produciendo contenidos para la etapa preescolar.

## Trayectoria como locutora

### Publicidad e IVR
Desde 1987 se desempeña como locutora publicitaria, de doblaje, radio y TV. Trabaja para agencias como Mc Cann Erickson, J.W Thompson, Leo Burnett, Publicis, Grey, GCG Euro, entre otras. Es la voz de los IVR del Banco de Crédito del Perú, Convergia, Scotiabank, HSBC, Banco Falabella, Cablemágico, Prima AFP, Telefónica, Claro, Nextel y más de cien empresas en los que su voz da la bienvenida.
Desde 2011, su voz es la encargada de anunciar los vuelos en el Aeropuerto Internacional Jorge Chávez de Lima, Perú.

### Televisión
En TV Perú fue durante muchos años la voz en off del programa Callecitas de Antaño, en América Televisión es la voz de los doblajes al español que realiza Bruno Pinasco para el programa Cinescape y en ATV realiza los doblajes al español de programas como los Premios Grammy y los desfiles de Victoria´s Secret.
En el año 2008, tuvo una breve experiencia como locutora en off del programa TVO por Panamericana Televisión del cual se retiró por motivos personales.
Desde 2010, es la voz en off del programa de tecnología TEC de América Televisión conducido por Bruno Pinasco y su hermana Chiara.

### Radio
Desde 1995 es locutora de radio. Durante siete años trabajó en América 94.3 FM, con diversos programas como Cuerdas Locales, Atrapados en la Red, el ranking La Escalada, Magda y Shanny y A dos Voces. Fue enviada a cubrir el Festival de la Canción de Viña del Mar en 1997 y 1998, el MTV Unplugged de Aterciopelados en Miami y U2 en Chile. En el año 2000 la empresa de encuestas Peruana de Opinión Pública POP, le otorgó el premio ASTRO como mejor locutora pop/rock de 1999. Mientras vivió en España y Miami fue corresponsal y entrevistó a numerosos artistas del mundo hispano.
En el año 2002 ingresó a la Radio Ritmo Romántica, donde tuvo programas como Sonido Libre y El Mundo Del Espectáculo y los sábados junto a Sammy Sadovnic condujo el ranking La romántica de la semana. En septiembre del 2002 fue enviada especial al Grammy Latino realizado en Los Ángeles, logrando la cobertura total del evento. A lo largo de su carrera ha realizado más de trescientos entrevistas a diferentes artistas como Ricky Martin, Enrique Iglesias, Blink-182, The Offspring, Savage Garden, Duran Duran, entre otros.
En el año 2005 ingresa a Radio La Ñ 100.1, una emisora de solo rock en español la cual desaparece en el 2010, año en que Magda ingresa a Radio La Inolvidable 93.7 F.M. hasta diciembre del 2011 en el que pone una pausa a su carrera radial.

## Actuación
Luego de llevar diversos talleres de teatro, durante su estadía en España en 1998 y 1999, fue elegida para interpretar a una doméstica en el cortometraje Algo Diferente para la escuela de Radio y Televisión Española RTVE. Al volver a Lima en 2000 llevó el taller de Stand up Comedy con Diana Levine, presentándose una larga temporada al lado de reconocidos actores como Renzo Schuller, Saskia Bernaola y Roger del Águila.
En febrero de 2005 se estrenó Piratas en el Callao, la primera película peruana hecha en 3D, donde pone su voz al coprotagonista de la historia, Ignacio Pérez de Tudela, un niño de once años de edad. Dicha película se estrenó en el extranjero como Piratas en el Pacífico.

## Escritora de cuentos para niños
Mientras llevaba el curso de doblaje de películas en Madrid, España, ingresó al taller de escritura creativa “El Búho de Minerva” a cargo de la escritora y profesora Patricia Sánchez Cutillas. Después en La Florida durante el summer school de la escuela Pine Crest dictó su primer taller de escritura creativa para niños. En Lima, desde 2002, ha continuado con dicho trabajo en la escuela de artes Acordes.
En 2009 firma un contrato para la entrega de 25 cuentos para niños. En marzo y abril, cuatro de sus cuentos logran mantenerse en la lista de los diez más vendidos en la página audiolibrosespanol, siendo Gotitas de Colección el n.° uno en cuanto a ventas y el cuento "Dragón Rojo"  el más bajado en las apps de apple.
En el 2010 escribe 10 historias de moluscos y publica un disco llamado "Cuentos y canciones con valores" de La Tía Botas, nombre con el que se da a conocer desde ese año en adelante en el mundo infantil. Logra la venta de ocho mil producciones en una campaña que duró cuarenta días.

## Trayectoria como cantautora infantil
En 1992 fue finalista del concurso de canciones infantiles convocado por el AELU en donde participó con la canción de Contigo es diferente.
En marzo de 2003 junto a su socio Freddy Flores, compuso y publicó el álbum Cantemos con los Niños (vol. 1), en agosto del 2005 editan el vol. 2 y en diciembre del 2007 el vol. 3.
A inicios de 2008 fue convocada por el Diario La República para interpretar las diez canciones de su nueva colección de videocuentos y en el 2009 narra los cuentos de la colección "Cántame un cuento".
En octubre del 2009 publica "Cuentos y Canciones con Valores" de La Tía Botas. En marzo de 2010 publica "Don Miguel el pescador y su gran sueño", un CD y DVD escrito para el Ministerio de la Producción y el Instituto Tecnológico Pesquero sobre la importancia del consumo de anchoveta en la infancia. En él se encuentran un cuento, adivinanzas, trabalenguas, poema y ocho canciones, los cuales se pueden descargar gratuitamente en su página web.

## Discografía
- Cantemos con los niños Vol 1 (2003)
- Cantemos con los niños Vol 2 (2005)
- Cantemos con los niños Vol 3 (2007)
- Cuentos y canciones con Valores (2009)
- Navidad con La Tía Botas (2010)

## Cuentos publicados
- Gotitas de colección[16]

- Lucía la estrella[17]

- El sueño de Fitti y un gran secreto[18]

- Flora Flora Flora Florita[19]

- Los tesoros de Silvina la sirena[20]